# Plattenbelichtung
Die Plattenbelichtung ist eine Druckvorstufe besonders im Offsetdruck und Flexodruck. Dabei wird das zu druckende Bild auf den Druckformvorläufer gestrahlt. Dazu ist prinzipiell jede Strahlung geeignet, die auf dem Druckformvorläufer eine physikalische oder vorzugsweise dauerhafte chemische Differenzierung erzeugt, die im Entwicklungsschritt die Bildung der Druckform in druckende und nichtdruckende Bereiche erlaubt.
Heute erfolgt die Plattenbelichtung direkt im CTP-Verfahren (Computer to Plate).